# Hartmut Boockmann
Hartmut Boockmann (* 22. August 1934 in Marienburg (Westpreußen); † 15. Juni 1998 in Göttingen) war ein deutscher Historiker, der hauptsächlich das Spätmittelalter erforschte. Er lehrte von 1975 bis 1998 als Professor für Mittlere und Neuere Geschichte an den Universitäten Kiel, Göttingen und an der Humboldt-Universität Berlin.

## Leben
Hartmut Boockmann wurde als ältestes von vier Kindern geboren und wuchs in Strasburg in Westpreußen auf. Sein Vater war Angestellter und wurde später Direktor einer Sparkasse. Die Familie Boockmanns musste 1944 aus Westpreußen fliehen und ließ sich bei den Großeltern Boockmanns in Babelsberg bei Potsdam nieder. Dort lebte Boockmann neun Jahre und legte 1953 auch das Abitur ab. Als Neunzehnjähriger musste er aus der DDR fliehen, und die Familie ließ sich in Stuttgart nieder. Boockmann schloss dort eine Verlagslehre ab. Anschließend studierte er Geschichte, Germanistik und klassische Philologie zunächst an der Universität Tübingen und ab dem Wintersemester 1956/57 an der Universität Göttingen. Dort stieß er auf das Archiv des Deutschen Ordens und fand mit der Geschichte des Deutschen Ordens und der Geschichte West- und Ostpreußens seine lebensbestimmenden Arbeitsgebiete. Im Jahr 1962 heiratete er die Historikerin Andrea Johansen (1936–2022), die Tochter des Historikers Paul Johansen. In Göttingen wurde er 1961 bei Hermann Heimpel promoviert mit einer Arbeit über Laurentius Blumenau, einen Kartäuser und Juristen des Hochmeisters im Deutschen Orden. Boockmann wurde Assistent Heimpels. Er habilitierte sich 1974 mit dem Beitrag Johannes Falkenberg, der Deutsche Orden und die polnische Politik.
Boockmann lehrte als Professor für Mittlere und Neuere Geschichte an der Universität Kiel (1975–1982), ab 1982 als Nachfolger von Reinhard Wenskus bis zu seinem Tod an der Universität Göttingen und zwischen 1992 und 1995 außerdem als Nachfolger von Bernhard Töpfer an der Humboldt-Universität Berlin. Bedeutende akademische Schüler Boockmanns sind Andreas Ranft, Malte Prietzel, Thomas Vogtherr, Uwe Israel, Arnd Reitemeier und Gregor Rohmann.
Im Kollegjahr 1986/1987 war Boockmann als Forschungsstipendiat am Historischen Kolleg in München. An der Humboldt-Universität Berlin hielt er im November 1992 seine Antrittsvorlesung über Bürgerkirchen im späteren Mittelalter. In Berlin leistete er Aufbauhilfe für die Geschichtswissenschaft.
Boockmann war Mitherausgeber der Zeitschrift Geschichte in Wissenschaft und Unterricht (ab 1987), der Göttingischen Gelehrten Anzeigen (ab 1988 zusammen mit Ulrich Schindel) und der Zeitschrift für Kunstgeschichte (ab 1988). Er war seit 1978 Mitglied der Zentraldirektion der Monumenta Germaniae Historica und seit 1987 ordentliches Mitglied der Akademie der Wissenschaften zu Göttingen. Boockmann arbeitete lange Jahre in der deutsch-polnischen Schulbuchkommission.
Boockmann verstarb Mitte 1998 mit 63 Jahren an einem Gehirntumor. Am 15. Januar 1999 fand für Boockmann eine akademische Gedenkfeier in der Aula der Universität Göttingen statt. Der Nachlass von Hartmut Boockmann wird seit 2000 in der Niedersächsischen Staats- und Universitätsbibliothek Göttingen aufbewahrt.

## Forschungsschwerpunkte
Fast alle veröffentlichten Darstellungen Boockmanns erfuhren mehrere Auflagen. Boockmann war ein führender Experte für das Spätmittelalter, besonders der deutschen Städte. Seine Studien Gelehrte Räte (1981), Der Streit um das Wilsnacker Blut (1982) und Spätmittelalterliche deutsche Stadt-Tyrannen (1983) waren impulsgebend für neue Untersuchungen zur Struktur städtischer Führungsschichten. Sein vermutlich bekanntestes Werk ist Die Stadt im späten Mittelalter (1986). Einen weiteren Schwerpunkt in Boockmanns Forschungen bildete der Deutsche Orden im 15. Jahrhundert. Dissertation und Habilitation behandelten Themen über den Deutschen Orden. Es folgten die Darstellung Der Deutsche Orden. Zwölf Kapitel aus seiner Geschichte (1981) und die Geschichte des Landes Ost- und Westpreußen in der Reihe Deutsche Geschichte im Osten Europas (1992).
Seine 1978 erstmals erschienene Einführung in die Geschichte des Mittelalters gilt als eines seiner erfolgreichsten Werke und erschien 2007 in achter Auflage. Boockmann zog in seinen Forschungen intensiv Bildzeugnisse heran. Er verwendete Bilder nicht nur als bloße Illustration, sondern interpretierte sie als historische Quelle. Gemeinsam mit Wilhelm Treue und Herbert Jankuhn gab er 1968 mit dem Athenaion-Bilderatlas zur Deutschen Geschichte einen mit fast 600 Abbildungen ausgestatteten Band heraus. In seinem Werk Die Stadt im späten Mittelalter wurde in Bildern die Lebenswelt der Städte im Spätmittelalter anschaulich gemacht. Boockmann lieferte mit seinen Werken Mitten in Europa. Deutsche Geschichte (1984) und Stauferzeit und spätes Mittelalter. Deutschland 1125–1517 (1987) zweimal Zusammenfassungen über ein ganzes Zeitalter.
Seinen Beitrag für das 15. Jahrhundert hatte Boockmann für die neueste Ausgabe (2008) im Handbuch der deutschen Geschichte (Gebhardt) bereits fertiggestellt und die Forschungsliteratur bis 1991/92 verarbeitet. Nach seinem Tod wurde von seinem akademischen Schüler Heinrich Dormeier die wissenschaftliche Literatur bis 2004 ausgewertet und der Text korrigiert und ergänzt. Über seinen akademischen Lehrer Heimpel legte Boockmann 1990 eine Biographie vor. Boockmann sprach Heimpel von nationalsozialistischen Verstrickungen regelrecht frei.
In Göttingen war Boockmann ab 1988 Vorsitzender des Geschichtsvereins für Göttingen und Umgebung. In dessen Göttinger Jahrbuch veröffentlichte er auch Ergebnisse seiner Lokalforschungen. Eine Geschichte der deutschen Universität konnte Boockmann nicht vollenden. Der Verleger Wolf Jobst Siedler und Herausgeber des dazu nachgelassenen Buches würdigte Boockmann im Nachwort als einen „Erzähler von Geschichte und Geschichten“, der über die „Kunst, das Vergangene als gegenwärtig zu präsentieren“ in hohem Maß verfüge.

## Schriften (Auswahl)
Monographien
- Laurentius Blumenau. Fürstlicher Rat, Jurist, Humanist (ca. 1415–1484) (= Göttinger Bausteine zur Geschichtswissenschaft. Bd. 37, ZDB-ID 504693-2). Musterschmidt, Göttingen u. a. 1965 (Zugleich: Göttingen, Universität, Dissertation, 1961).
- Johannes Falkenberg, der Deutsche Orden und die polnische Politik. Untersuchungen zur politischen Theorie des späteren Mittelalters. Mit einem Anhang: Die Satira des Johannes Falkenberg (= Veröffentlichungen des Max-Planck-Instituts für Geschichte. Bd. 45). Vandenhoeck und Ruprecht, Göttingen 1975, ISBN 3-525-35354-5 (Zugleich: Göttingen, Universität, Habilitations-Schrift, 1974).
- Einführung in die Geschichte des Mittelalters. Beck, München 1978, ISBN 3-406-05996-1 (8. Auflage. ebenda 2007, ISBN 978-3-406-36677-2) (eingeschränkte Vorschau der 8. Auflage) bei Google Books.
- Der Deutsche Orden. 12 Kapitel aus seiner Geschichte. Beck, München 1981, ISBN 3-406-08415-X (In polnischer Sprache: Zakon krzyżacki. Dwanaście rozdziałów jego historii (= Klio w Niemczech. Bd. 3). Volumen, Warschau 1998, ISBN 83-7233-048-4; in russischer Sprache: Немецкий орден. Двенадцать глав из его истории. Ладомир, Москва 2004, ISBN 5-86218-450-3; in litauischer Sprache: Vokiečių ordinas. Dvylika jo istorijos skyrių. Aidai, Vilnius 2003, ISBN 9955-445-63-7).
- Die Marienburg im 19. Jahrhundert. Propyläen Verlag, Frankfurt am Main u. a. 1982, ISBN 3-549-06661-9.
- Die Stadt im späten Mittelalter. Beck, München 1986, ISBN 3-406-31565-8.
- Stauferzeit und spätes Mittelalter. Deutschland 1125–1517 (= Das Reich und die Deutschen. Bd. 7). Siedler, Berlin 1987, ISBN 3-88680-158-6.
- Geschäfte und Geschäftigkeit auf dem Reichstag im späten Mittelalter (= Schriften des Historischen Kollegs. Vorträge. Bd. 17). München 1988 (Digitalisat).
- Ostpreußen und Westpreußen (= Deutsche Geschichte im Osten Europas). Siedler, Berlin 1992, ISBN 3-88680-212-4.
- Fürsten, Bürger, Edelleute. Lebensbilder aus dem späten Mittelalter. Beck, München 1994, ISBN 3-406-38534-6.
- Göttingen. Vergangenheit und Gegenwart einer europäischen Universität. Vandenhoeck & Ruprecht, Göttingen 1997, ISBN 3-525-36234-X.
- Das Mittelalter : ein Lesebuch aus Texten und Zeugnissen des 6. bis 16. Jahrhundert, München, Beck, 3. Auflage, 1997, ISBN 978-3-406-33388-0.
- Wissen und Widerstand. Geschichte der deutschen Universität. Siedler, Berlin 1999, ISBN 3-88680-617-0.
- Wege ins Mittelalter. Historische Aufsätze. Beck, München 2000, ISBN 3-406-46241-3.
- mit Heinrich Dormeier: Konzilien, Kirchen- und Reichsreform (1410–1495) (= Handbuch der deutschen Geschichte. Bd. 8). 10., völlig neu bearbeitete Auflage. Klett-Cotta, Stuttgart 2005, ISBN 3-608-60008-6.

Herausgeberschaften
- Die Anfänge der ständischen Vertretungen in Preußen und seinen Nachbarländern (= Schriften des Historischen Kollegs. Kolloquien. Bd. 16). Unter Mitarbeit von Elisabeth Müller-Luckner. Oldenbourg, München 1992, ISBN 978-3-486-55840-1 (Digitalisat).
- mit Bernd Moeller und Karl Stackmann: Lebenslehren und Weltentwürfe im Übergang vom Mittelalter zur Neuzeit. Politik – Bildung – Naturkunde – Theologie. Bericht über Kolloquien der Kommission zur Erforschung der Kultur des Spätmittelalters 1983 bis 1987 (= Abhandlungen der Akademie der Wissenschaften zu Göttingen, Philologisch-Historische Klasse. Folge 3, Nr. 179). Vandenhoeck & Ruprecht, Göttingen 1989, ISBN 3-525-82463-7.

Texte im Internet
- Lebensgefühl und Repräsentationsstil der Oberschicht in den deutschen Städten um 1500
- Die Ritter und ihre Harnische